# Nishino Makoto
Makoto Nishino (sinh ngày 3 tháng 7 năm 1984) là một cầu thủ bóng đá người Nhật Bản.

## Sự nghiệp câu lạc bộ
Makoto Nishino đã từng chơi cho Kataller Toyama.